# Regional-Stadtbahn Neckar-Alb
Die Regional-Stadtbahn Neckar-Alb (RSBNA) ist ein geplantes und teilweise im Bau befindliches Zweisystem-Stadtbahnsystem, welches das Angebot des öffentlichen Personennahverkehrs und die Verkehrssituation der Region Neckar-Alb verbessern soll. Nach dem Beispiel des Karlsruher Modells entworfen, sollen mit dem Gesamtbauvorhaben Regional-Stadtbahn Neckar-Alb die Städte Tübingen und Reutlingen umsteigefrei mit der Region verbunden werden. In den Innenstädten von Tübingen und Reutlingen wird der mögliche Neubau von Straßenbahnstrecken diskutiert, die an den jeweiligen Bahnhöfen mit den bestehenden Eisenbahnstrecken verbunden werden sollen. Die Bestandsstrecken der Region sollen dabei elektrifiziert werden, um eine Durchbindung zu ermöglichen. Außerdem sollen teilweise Taktfrequenzen erhöht werden und neue Bahnstationen gebaut werden.
Ein Bürgerentscheid in Tübingen beendete die Planungen für eine Innenstadtstrecke der Regional-Stadtbahn Neckar-Alb. 57 % der Tübinger stimmten am 26. September 2021 gegen die Stadtbahn bei einer Wahlbeteiligung von 78 %. Gemäß einer Analyse des Meinungsforschungsinstituts in Allensbach haben vor allem sachliche Argumente gegen diese Strecke zur Meinungsfindung geführt, darunter Klimaschutzgründe, Belastungen in der Bauphase, Mangel an Vorteilen für Klinikbesucher und Pendler.

## Geschichte

### Vorplanung und Feststellung der Förderfähigkeit
1994 beauftragte der Regionalverband Neckar-Alb eine Machbarkeitsstudie mit dem Arbeitstitel „RegionalStadtBahn Neckar-Alb“, diese wurde durch das Unternehmen TransTec Consult erarbeitet und im Februar 2004 als Kurzfassung veröffentlicht. Darin wurde die betriebliche, technische und wirtschaftliche Machbarkeit des Projektes nachgewiesen, sowie ein großer volkswirtschaftlicher Nutzen prognostiziert.
Eine Projektgruppe, bestehend aus Vertretern der drei beteiligten Landkreise Reutlingen, Tübingen und Zollernalbkreis, der Städte Reutlingen und Tübingen, des Regionalverbandes Neckar-Alb, des Verkehrsverbundes naldo sowie diversen Beförderungsunternehmen, erarbeitete von 2004 bis 2007 in Absprache mit dem Ministerium für Verkehr Baden-Württemberg ein Kernliniennetz, bestehend aus vier Teilnetzen, in denen die wichtigsten und aufkommensstärksten Strecken für die RegionalStadtBahn enthalten waren. 2008 fand sich die Projektgruppe zu einer Planungsgemeinschaft zusammen. Die Federführung übernahm der Landkreis Reutlingen.
Zur Untersuchung der Wirtschaftlichkeit und Förderfähigkeit durch die Zuschussgeber Bund und Land genügte die Machbarkeitsstudie von 2004 nicht. Nach dem Gemeindeverkehrsfinanzierungsgesetz ist dafür eine Standardisierte Bewertung zwingend vorgeschrieben. Daher wurde im Anschluss an ein EU-weites Vergabeverfahren die PTV Planung Transport Verkehr AG zusammen mit der TransportTechnologie-Consult Karlsruhe GmbH (TTK) und der DB International GmbH im Herbst 2008 von der Planungsgemeinschaft mit der Erstellung einer standardisierten Bewertung zur Untersuchung der Wirtschaftlichkeit und Förderfähigkeit des Projekts beauftragt. Untersucht wurden drei Teilnetze sowie ihr Zusammenwirken als Gesamtnetz (vgl. Abschnitt Teilnetze). Diese standardisierte Bewertung wurde im Herbst 2010 abgeschlossen und erwies die Wirtschaftlichkeit und grundsätzliche Förderfähigkeit des Gesamtprojektes mit einem NKI von 1,37.

### Planung und Umsetzung
2012 beschlossen die Landräte und Oberbürgermeister in Absprache mit dem Bund, das Großprojekt „Regional-Stadtbahn Neckar-Alb“ in Teilmodulen zu realisieren. Die Aufteilung wurde notwendig, weil sich das Gesamtvorhaben laut den Beteiligten nur sukzessive umsetzen lässt. Da zu diesem Zeitpunkt die Förderung durch das Gemeindeverkehrsfinanzierungsgesetz des Bundes nach 2019 noch offen war, sollten als Projektstart zunächst nur vorhandene Strecken des Teilnetzes 1 ausgebaut werden.
Anfang 2013 sprachen wichtige Persönlichkeiten aus der Region im Bundesverkehrsministerium über das Projekt. Wie zuvor im Mai 2012, empfing der für die Bahninfrastruktur zuständige Parlamentarische Staatssekretär Enak Ferlemann die Delegation aus der Region Neckar-Alb.
Anfang 2014 wurde ein erforderlicher Rahmenantrag beim Land eingereicht, um Zuschüsse zu bekommen. Das Land hat inzwischen seinen 20-prozentigen Zuschuss zugesagt. Im November 2014 stimmten die Kreistage von Reutlingen und Tübingen für die Beauftragung der Entwurfs- und Genehmigungsplanung.
Der Förderverein Pro RegioStadtbahn Neckar-Alb, dem prominente Vertreter aus der Region angehören, unterstützt dieses Vorhaben.
Im Februar 2019 gründeten die Landkreise Tübingen, Reutlingen und Zollernalb sowie die Städte Tübingen und Reutlingen zusammen mit dem Regionalverband Neckar-Alb den Zweckverband Regional-Stadtbahn Neckar-Alb. Dieser soll das Großprojekt weiter planen und koordinieren sowie für die Geldgeber Land und Bund Ansprechpartner sein. Die Erms-Neckar-Bahn beteiligt sich zudem an einer Sammelbestellung mehrerer Unternehmen für Zweisystem-Stadtbahnen.
2019 wurde mit der Umsetzung des ersten Moduls, der Elektrifizierung und Ausbau der Ermstalbahn und Ammertalbahn begonnen. Im Dezember 2022 wurden Elektrifizierung und Modernisierung der Anlagen im Ammertal und Ermstal fertiggestellt und dem Verkehr übergeben.

## Teilnetze
Die Regional-Stadtbahn soll im Endausbau auf einem etwa 190 Kilometer langen Streckennetz fahren. Hierfür müssten 44 Kilometer Strecke neu gebaut und 166 Kilometer elektrifiziert werden. Daher ist das Projekt Regional-Stadtbahn nicht auf einmal umsetzbar. Planung und Bau sollen in mehreren Stufen erfolgen, für die Umsetzung des Projektes wurden drei Teilnetze gebildet. Folgende Maßnahmen sollen in den einzelnen Teilnetzen umgesetzt werden:

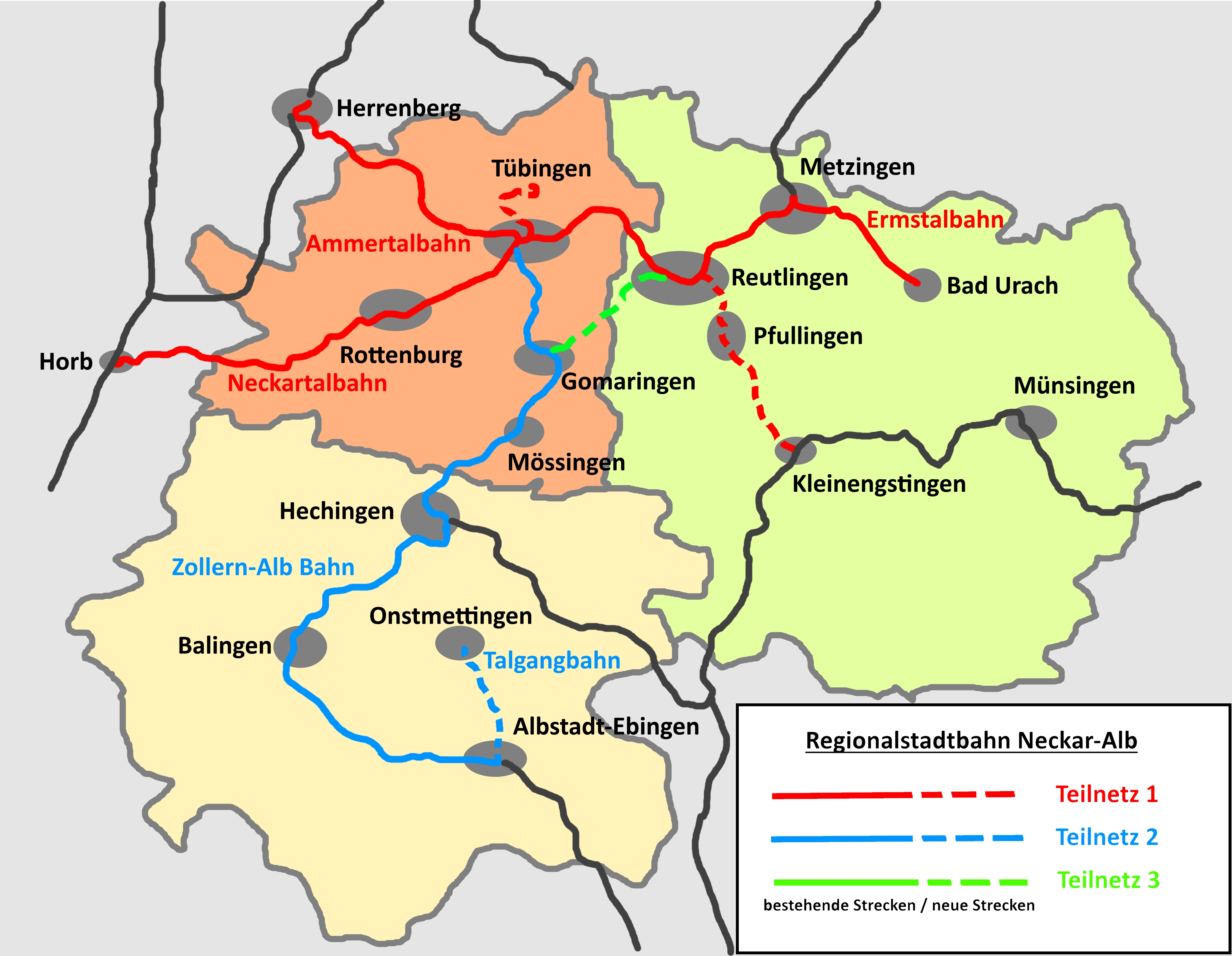
Die drei Teilnetze der geplanten Regionalstadtbahn.

### Teilnetz 1

#### Neubaustrecken
| Abschnitt                     | Streckenlänge | Gleise                                                     | Anzahl Haltepunkte | Kosten (gemäß std. Bewertung 2006)                                                                                         | Besonderheiten |
| ----------------------------- | ------------- | ---------------------------------------------------------- | ------------------ | --- | --- |
| Stadt Tübingen                | 8,8 km        | durchgängig zweigleisig                                    | 13                 | Hauptbahnhof–Morgenstelle rund 100 Mio. Euro, davon 40 Mio. aus der Region; Morgenstelle–Waldhäuser-Ost rund 100 Mio. Euro | Ein Bürgerentscheid beendete die Planungen für eine Innenstadtstrecke der Regional-Stadtbahn Neckar-Alb. 57 % der Wähler stimmten am 26. September 2021 gegen die Stadtbahn bei einer Wahlbeteiligung von 78 %. Historische Innenstadt, lange Abschnitte mit starker Neigung (ca. 40 – 50 ‰, Frauenklinik 70 ‰), Gebäudeabbruch (Klinikgelände), 2 Brückenbauwerke, Aufstieg Klinikgelände: Hangtrasse mit Brücke ca. 410 m, beengte Verhältnisse in der Mühlstraße |
| Reutlingen Hbf–Reutlingen Süd | 2,3 km        | durchgängig zweigleisig                                    | 6                  | 21,8 Mio. Euro | Innenstadtdurchfahrung, Straßenbahn |
| Reutlingen Süd–Pfullingen Süd | 4,3 km        | durchgängig zweigleisig                                    | 6                  | 57,2 Mio. Euro | ursprünglich Innenstadtdurchfahrung geplant, Abstellanlage Schwimmbad |
| Pfullingen Süd–Engstingen     | 8,6 km        | durchgängig eingleisig, Haltestellen teilweise zweigleisig | 7                  | 32,9 Mio. Euro | Albaufstieg, Steigung bis 100 ‰ |

#### Ausbauabschnitte
| Abschnitt                         | Strecke                            | Maßnahmen | Kosten (gemäß std. Bewertung 2006) |
| --------------------------------- | ---------------------------------- | --- | ---------------------------------- |
| Reutlingen Hauptbahnhof           | -                                  | Ausfädelung der RSBNA (Gleis 1+2), Verlegung Strecke Plochingen–Immendingen auf Gl. 3+4, Anpassung der Elektrifizierung für Gleichstrom (Gl. 1+2), Neubau Bahnsteig Gl.4, Umgestaltung Haltepunkt Reutlingen West                              | 19,9 Mio. Euro                     |
| Tübingen Hauptbahnhof             | -                                  | Ausfädelung der RSBNA (Gleis 1+2), Umgestaltung Ostkopf, Umgestaltung Westkopf, Anpassung der Elektrifizierung für Gleichstrom (Gl. 1+2) und Systemtrennstellen (DB-Züge nur noch auf Gleisen 3, 5, 6 und Stumpfgleisen), Anpassung Bahnsteige | 18,1 Mio. Euro                     |
| Tübingen Hbf–Herrenberg (21,4 km) | Ammertalbahn                       | Elektrifizierung der Strecke, Neubau Mittelbahnsteig Unterjesingen, Mittelbahnsteig Unterjesingen Sandäcker, Zweigleisigkeit in Unterjesingen (1,4 km), Zweigleisigkeit ab Entringen (2,6 km)                                                  | 27,8 Mio. Euro                     |
| Tübingen–Horb (31,5 km)           | Bahnstrecke Plochingen–Immendingen | Elektrifizierung der Strecke, Stationen: 7 Neubau, 3 Modernisierung, Zweigleisigkeit in Kilchberg | 29,3 Mio. Euro                     |
| Metzingen–Tübingen (22,6 km)      | Bahnstrecke Plochingen–Immendingen | Neubau von 5 Haltepunkten, Bau zusätzlicher RSB-Gleise in Tübingen Hauptbahnhof und Reutlingen | 16,1 Mio. Euro                     |
| Metzingen–Bad Urach (10,4 km)     | Ermstalbahn                        | Elektrifizierung, Ausbau einer Kreuzungsstelle, Verlängern der Bahnsteige auf 80 m, Abstellung für je 2 Fahrzeuge in Metzingen und Bad Urach                                                                                                   | 12,3 Mio. Euro                     |

Das Teilnetz 1 soll als erstes realisiert werden. Begonnen wurde mit der Elektrifizierung von Ammertalbahn und Ermstalbahn sowie den Modifizierungen an der Bahnstrecke Plochingen–Immendingen. Diese Maßnahmen sind als „Modul 1“ (siehe unten) zusammengefasst.

### Teilnetz 2

#### Neubaustrecken
| Abschnitt                               | Strecke     | Anzahl Haltepunkte | Kosten (gemäß std. Bewertung von 2006) | Besonderheiten                                                                            |
| --------------------------------------- | ----------- | ------------------ | -------------------------------------- | ----------------------------------------------------------------------------------------- |
| Albstadt Ebingen–Onstmettingen (8,2 km) | Talgangbahn | 11                 | 32,2 Mio. Euro                         | eingleisige Reaktivierung und Elektrifizierung der Strecke, Abstellung für vier Fahrzeuge |

#### Ausbauabschnitte
| Abschnitt                           | Strecke                            | Maßnahmen | Kosten (gemäß std. Bewertung von 2006) |
| ----------------------------------- | ---------------------------------- | --- | -------------------------------------- |
| Tübingen Hbf–Balingen (59,6 km)     | Bahnstrecke Tübingen–Sigmaringen   | Elektrifizierung (inkl. Unterwerke), Neubau von 11 Stationen, 2 Kreuzungsbahnhöfe, teils zweigleisiger Ausbau | 129,3 Mio. Euro                        |
| Balingen–Albstadt-Ebingen (59,6 km) | Bahnstrecke Tübingen–Sigmaringen   | Elektrifizierung, Neubau von 5 Haltepunkten, Begegnungsabschnitt in Frommern                                  | 30,2 Mio. Euro                         |
| Hechingen–Burladingen (14 km)       | Bahnstrecke Hechingen–Gammertingen | Elektrifizierung                                                                                              | 9,8 Mio. Euro                          |

### Teilnetz 3

#### Neubaustrecken
| Abschnitt                    | Strecke                           | Kosten (gemäß std. Bewertung von 2006) | Besonderheiten |
| ---------------------------- | --------------------------------- | -------------------------------------- | --- |
| Ohmenhausen–Nehren (14,2 km) | Gönninger Bahn, Gomaringer Spange | 52,6 Mio. Euro                         | eingleisig mit zweigleisigen Abschnitten, Umbau in Reutlingen „Gönninger Gleis“, straßenbündige zweigleisige Ortsdurchfahrt Gomaringen, Begegnungsabschnitt in Ohmenhausen |

## Geplantes Liniennetz

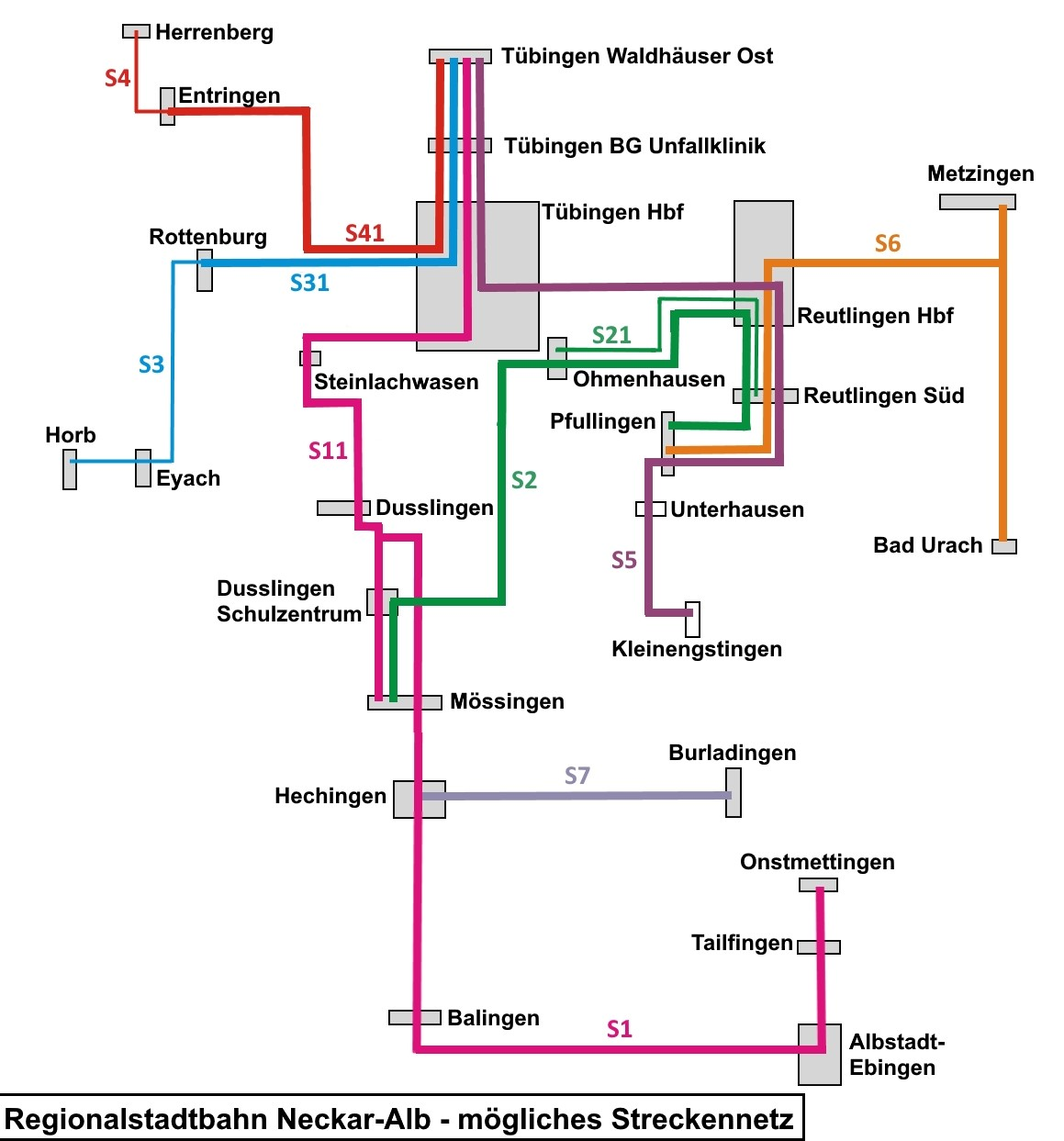
Mögliches Liniennetz der Regionalstadtbahn Neckar-Alb mit allen Stadtbahn-Linien im Endausbauzustand

In der maximalen Ausbaustufe ist das folgende Liniennetz geplant, das sich an der Machbarkeitsstudie von 2004 orientiert:
| Linie | Laufweg                                                                                            | befahrene Strecken |
| ----- | -------------------------------------------------------------------------------------------------- | --- |
| S1    | Tübingen Hbf – Mössingen – Hechingen – Balingen – Albstadt-Ebingen – Onstmettingen                 | Bahnstrecke Tübingen–Sigmaringen, Talgangbahn |
| S11   | Tübingen-Waldhäuser Ost – Tübingen Hbf – Mössingen                                                 | Innenstadtstrecke Tübingen, Bahnstrecke Tübingen–Sigmaringen                                                                                               |
| S2    | Mössingen – Gomaringen – Ohmenhausen – Reutlingen Hbf – Reutlingen Süd – Pfullingen                | Bahnstrecke Tübingen–Sigmaringen, Gomaringer Spange, Bahnstrecke Plochingen–Immendingen, Innenstadtstrecke Reutlingen, Bahnstrecke Reutlingen–Schelklingen |
| S21   | Ohmenhausen – Reutlingen Hbf – Reutlingen Süd                                                      | Gomaringer Spange, Bahnstrecke Plochingen–Immendingen, Innenstadtstrecke Reutlingen                                                                        |
| S3    | Tübingen-Waldhäuser Ost – Tübingen Hbf – Rottenburg am Neckar – Eyach – Horb am Neckar             | Innenstadtstrecke Tübingen, Bahnstrecke Plochingen–Immendingen                                                                                             |
| S31   | Tübingen Hbf – Rottenburg am Neckar                                                                | Bahnstrecke Plochingen–Immendingen |
| S4    | Tübingen-Waldhäuser Ost – Tübingen Hbf – Entringen – Herrenberg                                    | Innenstadtstrecke Tübingen, Ammertalbahn |
| S41   | Tübingen Hbf – Entringen                                                                           | Ammertalbahn |
| S5    | Tübingen-Waldhäuser Ost – Tübingen Hbf – Reutlingen Hbf – Reutlingen Süd – Pfullingen – Engstingen | Innenstadtstrecke Tübingen, Bahnstrecke Plochingen–Immendingen, Innenstadtstrecke Reutlingen, Bahnstrecke Reutlingen–Schelklingen                          |
| S6    | Bad Urach – Metzingen – Reutlingen Hbf – Reutlingen Süd – Pfullingen                               | Ermstalbahn, Bahnstrecke Plochingen–Immendingen, Innenstadtstrecke Reutlingen, Bahnstrecke Reutlingen–Schelklingen                                         |
| S7    | Hechingen – Burladingen                                                                            | Bahnstrecke Hechingen–Gammertingen |

## Gesamtkosten
Die Standardisierte Bewertung geht von 575 Millionen Euro Investitionskosten aus. Zur bundesweiten Vergleichbarkeit ist dieser Wert auf 2006 bezogen. 2015 wurde das Investitionsvolumen für das Gesamtprojekt mit 830 Millionen Euro beziffert und 2016 wurden bereits Summen um 900 Millionen Euro erwähnt. Inzwischen geht man von einer Milliarde Euro Investitionskosten aus. Ziel ist, dass sich Bund (60 %) und Land (20 %) daran mit insgesamt 80 Prozent beteiligen.

## Modul 1 (Bad Urach–Herrenberg)
Die erste Baustufe zur Realisierung des ersten Teilnetzes der RSBNA wird Modul 1 genannt und besteht aus der Elektrifizierung und dem Ausbau der Ermstalbahn Metzingen–Bad Urach sowie der Ammertalbahn Tübingen–Herrenberg. Zusätzlich sind neue Haltepunkte zwischen Metzingen, Tübingen und Reutlingen realisiert worden. Gemäß den Planungen der ENAG konnte der Ausbau im Jahr 2022 abgeschlossen werden.[veraltet]
Das Modul 1 wurde mit seinen Elementen so gewählt, dass mit verhältnismäßig geringen Mitteln im Vergleich zum Gesamtprojekt RSBNA eine Realisierung möglich ist. Durch die Umsetzung der Elektrifizierung von Ermstal- und Ammertalbahn können die bereits zwischen Herrenberg und Bad Urach verkehrenden Züge heute beschleunigt und mit einer höheren Betriebsqualität gefahren werden. Zusätzlich wird die Kapazität erhöht, um der in den letzten Jahren gestiegenen Verkehrsnachfrage besser gerecht zu werden. Die Maßnahmen sind ohne Einschränkung kompatibel mit dem endgültigen Konzept zur RSBNA.

### Planfeststellung
Das Projekt „Regional-Stadtbahn Neckar-Alb Modul 1“ betrifft die Landkreise Tübingen, Reutlingen und Böblingen. Die Einteilung der Planfeststellungsabschnitte (PFAs) erfolgte unter Berücksichtigung der Gebietskörperschaftsgrenzen und unterschiedlicher, abgrenzbarer Konfliktpunkte. Die Durchnummerierung entspricht nicht der Reihenfolge der geplanten Durchführung. Daraus ergeben sich sechs Planfeststellungsabschnitte:
- PFA 1: Anpassung des südlichen Bahnhofskopfes Bahnhof Metzingen bis einschließlich Einfahrsignal; dazu gehört auch die Herstellung eines neuen Bahnsteigs und sämtliche Eingriffe in die Leit- und Signaltechnik, die im Rahmen des Projekts im Bahnhof Metzingen auszuführen sind.
- PFA 2: Elektrifizierung und Ausbau der Ermstalbahn von Bahnhof Metzingen Einfahrsignal (ausschließlich) bis Bad Urach Bahnhof.
- PFA 3 und 4: Elektrifizierung der Ammertalbahn: Strecke Tübingen Hauptbahnhof – Bahnhof Herrenberg, Elektrifizierung und teilweiser Ausbau der Ammertalbahn zwischen Tübingen Hauptbahnhof und Bahnhof Herrenberg (einschließlich).
- PFA 5: Haltepunkt Reutlingen-Storlach (seit 2020: Reutlingen-„Roanner Straße / RTunlimited“) und Haltepunkt Reutlingen-Bösmannsäcker an der Bahnstrecke Plochingen–Immendingen.
- PFA 6: Haltepunkt Tübingen-Neckaraue und Haltepunkt Tübingen-Güterbahnhof an der Bahnstrecke Plochingen–Immendingen.

|                                                                                        | Einreichung des Antrags beim Regierungspräsidium Tübingen | Planfeststellung   |
| -------------------------------------------------------------------------------------- | --------------------------------------------------------- | ------------------ |
| Anpassungen im Bahnhof Metzingen (Planfeststellungsabschnitt 1)                        | 12. November 2015 (Erms-Neckar Bahn AG)                   | 22. Dezember 2016  |
| Elektrifizierung und Ausbau der Ermstalbahn (Planfeststellungsabschnitt 2)             | 12. November 2015 (Erms-Neckar Bahn AG)                   | 22. Dezember 2016  |
| Elektrifizierung der Ammertalbahn (Planfeststellungsabschnitt 3)                       | 18. Februar 2016 (Zweckverband ÖPNV im Ammertal)          | 16. Mai 2017       |
| Elektrifizierung und teilweiser Ausbau der Ammertalbahn (Planfeststellungsabschnitt 4) | 18. Februar 2016 (Zweckverband ÖPNV im Ammertal)          | 16. Mai 2017       |
| Neue Haltepunkte in Reutlingen an der Neckar-Alb-Bahn (Planfeststellungsabschnitt 5)   | 4. Mai 2016 (Erms-Neckar Bahn AG)                         | 30. August 2017    |
| Neue Haltepunkte in Tübingen an der Neckar-Alb-Bahn (Planfeststellungsabschnitt 6)     | 25. Oktober 2016 (Erms-Neckar Bahn AG)                    | 28. September 2017 |

### Finanzierung
Die Gesamtkosten von etwa 122 Millionen Euro werden von Bund und Land mit insgesamt 95 Millionen Euro nach dem Gemeindeverkehrsfinanzierungsgesetz (GVFG) gefördert. Wie für das Gesamtprojekt gilt auch für das erste Modul, dass sich Bund (60 %) und Land (20 %) daran mit insgesamt 80 Prozent beteiligen. Für die restlichen 20 % sowie für die Planungskosten müssen die Beteiligten aus der Region aufkommen.
Für das erste Modul wurden in der Vorplanung 2014 Gesamtkosten von 105,1 Millionen Euro veranschlagt, davon 88,8 Millionen Euro Investitionskosten. Die Planungskosten, die mit 16,3 Millionen Euro beziffert werden, sollten überwiegend von den Projektträgern selbst finanziert werden. Im Juli 2017 wurden die Bau- und Planungskosten mit insgesamt 115 Millionen Euro angegeben.
Die erforderlichen Finanzmittel des Landes (20 % der Gesamtsumme) für das erste Modul der RSBNA wurden im November 2014 freigegeben. Am 21. Juli 2014 wurden weitere Verträglichkeitsprüfungen vom Kreistag des Zollernalbkreises in Auftrag gegeben.
Der Förderbescheid des Landes wurde im Dezember 2020 übergeben.

### Entwicklung

#### 2017

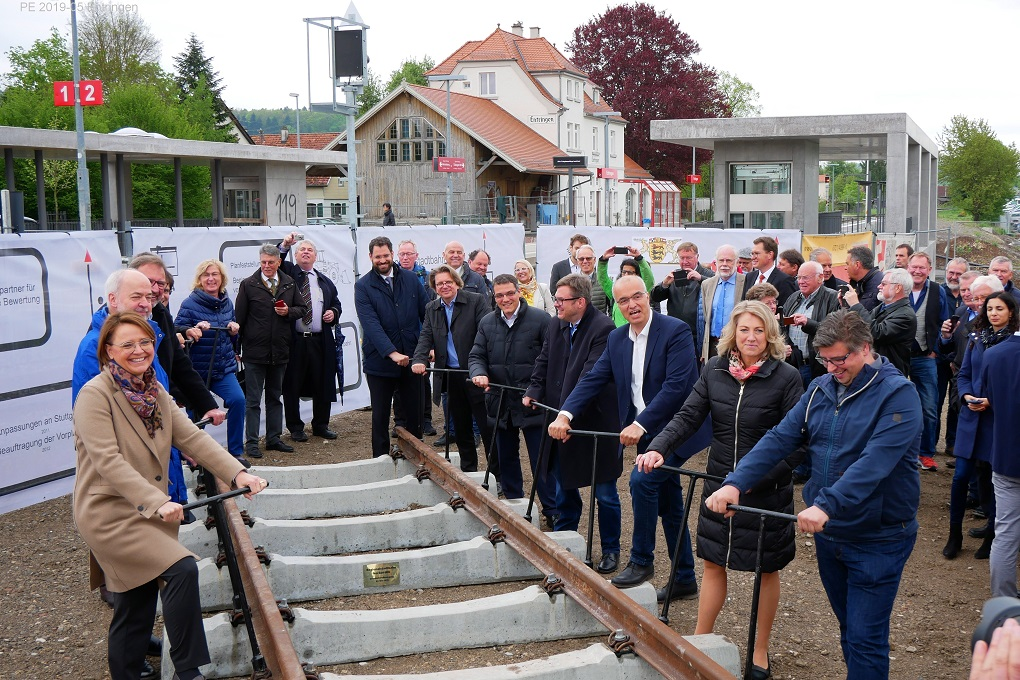
Grundschwellenlegung am 3. Mai 2019 in Ammerbuch-Entringen

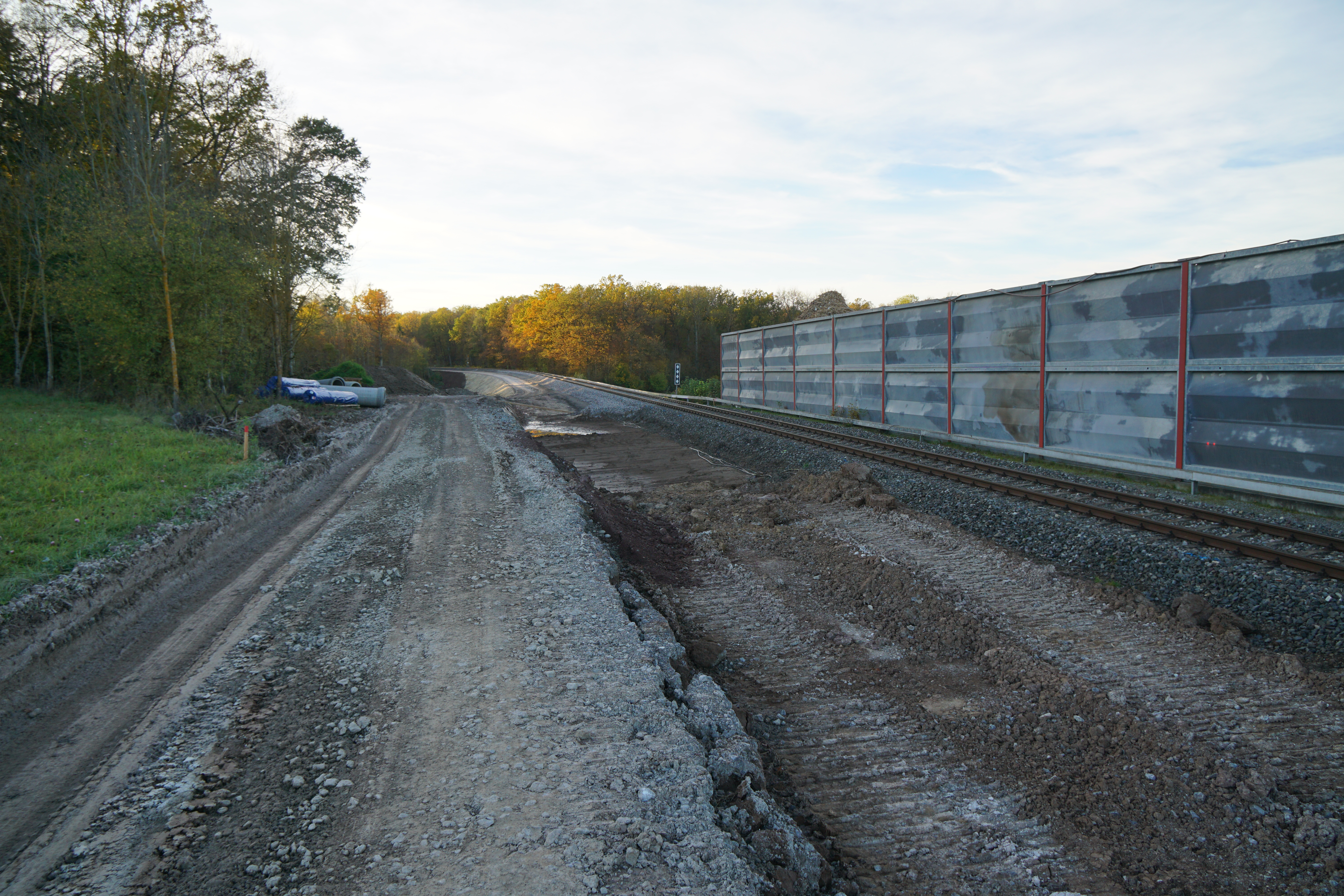
Oktober 2019: Zweigleisiger Ausbau der Ammertalbahn im Bereich von Bahnhof Breitenholz und Hardtwald

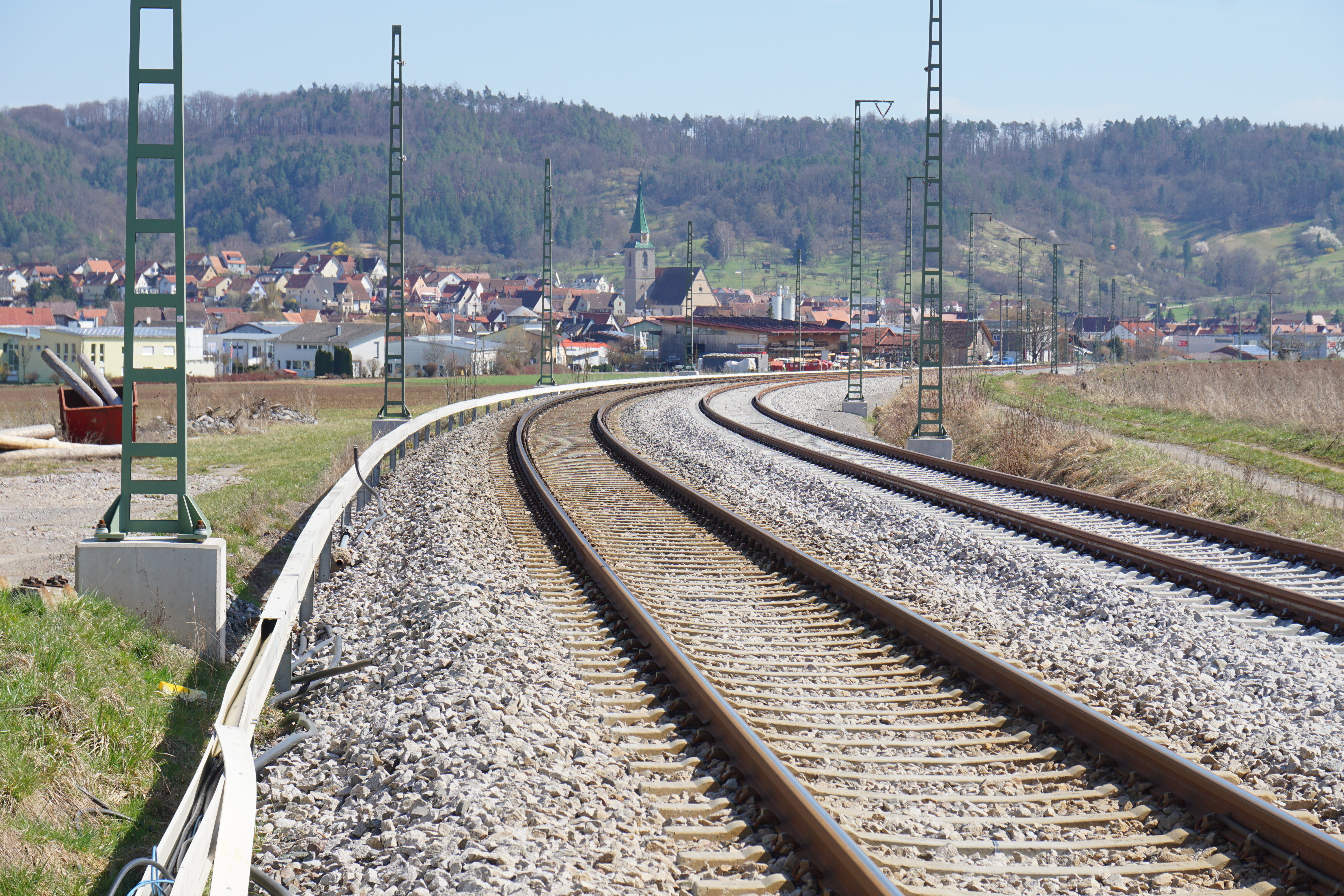
Ammertalbahn zwischen Bahnhof Breitenholz und Entringen im Frühjahr 2021: Die neuen Gleise liegen, die Masten stehen, die Oberleitung fehlt noch.

Der Bundestag hat im Mai 2017 im Rahmen der Neuregelung der Bund-Länder-Finanzbeziehungen auch die Verlängerung des Gemeindeverkehrsfinanzierungsgesetzes über 2019 hinaus möglich gemacht. So kann nun auch die Förderung des Öffentlichen Nahverkehrs in Höhe von jährlich 333 Millionen Euro fortgeführt werden. Die Planung aller Abschnitte in diesem Modul übernahm die Erms-Neckar-Bahn Eisenbahninfrastruktur AG (ENAG). Fahrbarkeitsprüfungen vom Zollernalbkreis zum neuen Stuttgarter Bahnhof, eingebettet in einen integralen Taktfahrplan, wurden für zwei Millionen Euro von der DB Engineering angefertigt.
Die Deutsche Bahn hat das Betriebskonzept mit den Fahrplänen auf der Strecke geprüft und genehmigt. Auch die Kosten-Nutzen-Analyse ist positiv, so dass Ende Mai 2017 der Zuschussantrag beim Ministerium für Verkehr Baden-Württemberg gestellt wurde.
Am 18. Juli 2017 übergaben die Landräte Thomas Reumann und Joachim Walter sowie die Oberbürgermeister und Bürgermeister von Reutlingen, Tübingen, Metzingen, Bad Urach und Dettingen/Erms symbolisch den Finanzierungsantrag für Modul 1 an Verkehrsminister Winfried Hermann. Eine Woche zuvor hatte der federführende Landkreis Reutlingen die Fördermittel für das Modul 1 formell beantragt. Im Herbst 2017 erfolgte die Planfeststellung des letzten Planfeststellungsabschnittes (PFA 6).
Somit lag Ende 2017 das Baurecht für das gesamte Modul 1 vor.

#### 2018
Ende April 2018 unterbreitete der Tübinger Kreistag den Vorschlag, eine Projektgesellschaft mit Manager für die geplante Regional-Stadtbahn Neckar-Alb ins Leben zu rufen. Diese soll die Realisation der Bahn sicherstellen.
Anfang Juli 2018 wurde der GVFG-Antrag für Modul 1 vom Landes- an das Bundesverkehrsministerium weitergeleitet. Da der Antrag vom Land, das 20 Prozent der Kosten trägt, bereits geprüft und bewilligt wurde, rechnet man beim Kreis mit einer zügigen Entscheidung beim Bund.
Der Kreistag Reutlingen beauftragte Ende Juli 2018 die Kreisverwaltung damit, alle notwendigen Voraussetzungen für die Verträge mit der Erms-Neckar-Bahn AG (für die Elektrifizierung der Ermstalbahn) und der Deutsche Bahn (für die Einrichtung zwei weiterer Haltestellen zwischen Metzingen und Reutlingen) zu schaffen. Außerdem sollen die Kosten für all diese Planungs- und Baumaßnahmen in Höhe von etwas mehr als fünf Millionen in den Kreishaushalten bis zum Jahr 2022 eingestellt werden.
Im Oktober 2018 begannen die ersten vorbereitenden Arbeiten zum Ausbau des zweigleisigen Streckenabschnitts der Ammertalbahn im Bereich Unterjesingen.

#### 2019
Am 3. Mai fand der offizielle Baubeginn mit der symbolischen Grundschwellenlegung in Ammerbuch-Entringen statt.
Im März wurde das 4. Verfahren zur Regionalplanänderung eingeleitet. Die Änderung soll nun dazu genutzt werden, Trassen zum zweigleisigen Ausbau auf den Strecken Tübingen–Albstadt, Tübingen–Horb, Hechingen–Gammertingen und Metzingen–Bad Urach zu sichern.
Am 7. Oktober hat mit einem Spatenstich in Dettingen offiziell der Ausbau der Ermstalbahn begonnen.

#### 2020
Im Juni wurden an den Stationen Bad Urach und Dettingen-Mitte die Bahnsteige auf 80 Meter verlängert. Anfang 2021 wurden die ersten Oberleitungsmasten gesetzt.

#### 2021
Am 8. Oktober sollen vorbereitende Arbeiten am Bösmannsäcker mit Rodungen beginnen.
Am 23. November erfolgte der Spatenstich mit ENAG-Vorstand Carsten Strähle, Landrat Ulrich Fiedler, OB Thomas Keck, Regionalverbandsvorsitzender Eugen Höschele, Baubürgermeisterin Angela Weiskopf und Zweckverbands-Geschäftsführer Professor Tobias Bernecker.

## Modul 2 und 3 (Bahnstrecke Tübingen–Sigmaringen und Bahnstrecke Hechingen–Gammertingen)

### Planungen
Nach Planungen des Kreistags soll die Regional-Stadtbahn auch im Zollernalbkreis bis spätestens 2026 fahren. Der Planungsstart für die Elektrifizierung der Bahnstrecke Tübingen–Sigmaringen kann aber erst erfolgen, wenn der Kosten-Nutzen-Index nach neuen Vorgaben des Bundes noch einmal errechnet wurde und die Streckenpläne für Stuttgart 21 fortgeschrieben sind.
So wird die Elektrifizierung der Bahnstrecke Tübingen–Sigmaringen einschließlich der Talgangbahn und der Bahnstrecke Hechingen–Gammertingen gleich nach Modul 1 in Angriff genommen. Darüber besteht mit den beteiligten Projektpartnern Konsens. Dafür hat der Zollernalbkreis in den vergangenen Jahren Geld beiseite gelegt. 1,7 Millionen Euro sind im aktuellen Haushalt eingestellt, eine Nutzen-Kosten-Untersuchung ist bei der PTV-Group in Auftrag gegeben. Es sei davon auszugehen, dass der Index auch nach den neuen Bewertungskriterien über 1,5 liegen werde.
Spätestens bei der Ausführungsplanung, die für das vierte Quartal 2022 geplant ist, soll die Projektorganisation von einer zentralen Stelle aus gesteuert werden. Wie diese aussehen soll, ist noch nicht entschieden.
Die Bahnstrecke Hechingen–Gammertingen, bisher nicht Bestandteil von Modul 2, hat für die Hohenzollerische Landesbahn (HzL) und den Landkreis Sigmaringen erhebliche Bedeutung. Bei der Talgangbahn hat sich die Stadt Albstadt noch nicht positioniert. Jedoch hat die Talgangbahn keinen positiven Effekt auf den Nutzen-Kosten-Index des Gesamtprojekts. Die Reaktivierung der Talgangbahn ist nicht entscheidend für die Elektrifizierung der Bahnstrecke Tübingen–Sigmaringen zwischen Albstadt und Sigmaringen.

### Positionen verschiedener Politiker
2015 empfahl der Landtagsabgeordnete Hans-Martin Haller dem Zollernalbkreis vergeblich, die Elektrifizierung der Bahnstrecke Tübingen–Sigmaringen in das Modul 1 aufzunehmen und sofort zu verwirklichen.
Im Mai 2017 drängen die Bundestagsabgeordneten Martin Rosemann und Chris Kühn, die Landräte sollten die Planungen von Modul 2 und 3 in Angriff nehmen. So sei es sinnvoll, zeitnah eine Projektorganisation zu schaffen, bei der alle Fäden zusammen laufen: Von der Abstimmung der Kreise mit den Verkehrsgesellschaften über die frühzeitige Festlegung der Standards der Züge bis hin zur Öffentlichkeitsarbeit.
Hendrik Dahlhoff und Joke Herth vom SPD Kreisverband Zollernalb forderten im Hintergrund der Verlängerung des Gemeindeverkehrsfinanzierungsgesetzes über 2019 hinaus, dass die Strecken im Zollernalbkreis in Modul 2 eingeschlossen sein sollen. 2018 erfolgt die Prüfung des Betriebskonzepts der Bahnstrecke Tübingen–Sigmaringen, danach die Entwurfs- und Genehmigungsplanung. Die Elektrifizierung der Bahnstrecke Tübingen–Sigmaringen soll im Modul 1 der Regional-Stadtbahn realisiert werden.
Landrat Günther-Martin Pauli äußerte im Rahmen einer Kreistagssitzung des Zollernalbkreises im Oktober 2017, dass für alle Projektträger feststehe, dass die Elektrifizierung der Bahnstrecke Tübingen–Sigmaringen dem Modul 1 direkt folgen werde. Verlässliche Aussagen zu den Kosten könnten aber frühestens 2018 gemacht werden.
Lothar Mennig (FWV) gab im Rahmen der Kreisratssitzung des Zollernalbkreises im Dezember 2017 zu bedenken, dass das Zentralklinikum und die Regional-Stadtbahn mit Kosten von jeweils 200 Millionen Euro kaum parallel gestemmt werden könnten. Bei der Bahn müssten kostengünstige Alternativen geprüft werden.

### Entwicklung
Im April 2018 ist die Elektrifizierung der Bahnstrecke Tübingen–Sigmaringen in den vordringlichen Bedarf des Landes aufgenommen worden. Im September 2018 wurde sie angepasst, sodass die Hauptstrecke von Albstadt-Ebingen nach Sigmaringen und die Nebenstrecke von Hechingen nach Burladingen hinzukamen. Letztere soll nun durchgehend bis Gammertingen elektrifiziert werden. Dies steht im gemeinsam erklärten Interesse des Zollernalbkreises und des Landkreises Sigmaringen. Die Kosten für die beiden Streckenabschnitte werden anteilig mitfinanziert. In welcher Größenordnung Bund und Land das Vorhaben mit Finanzmitteln unterlegen werden, ist noch nicht geklärt.

## Reutlinger Innenstadtstrecke

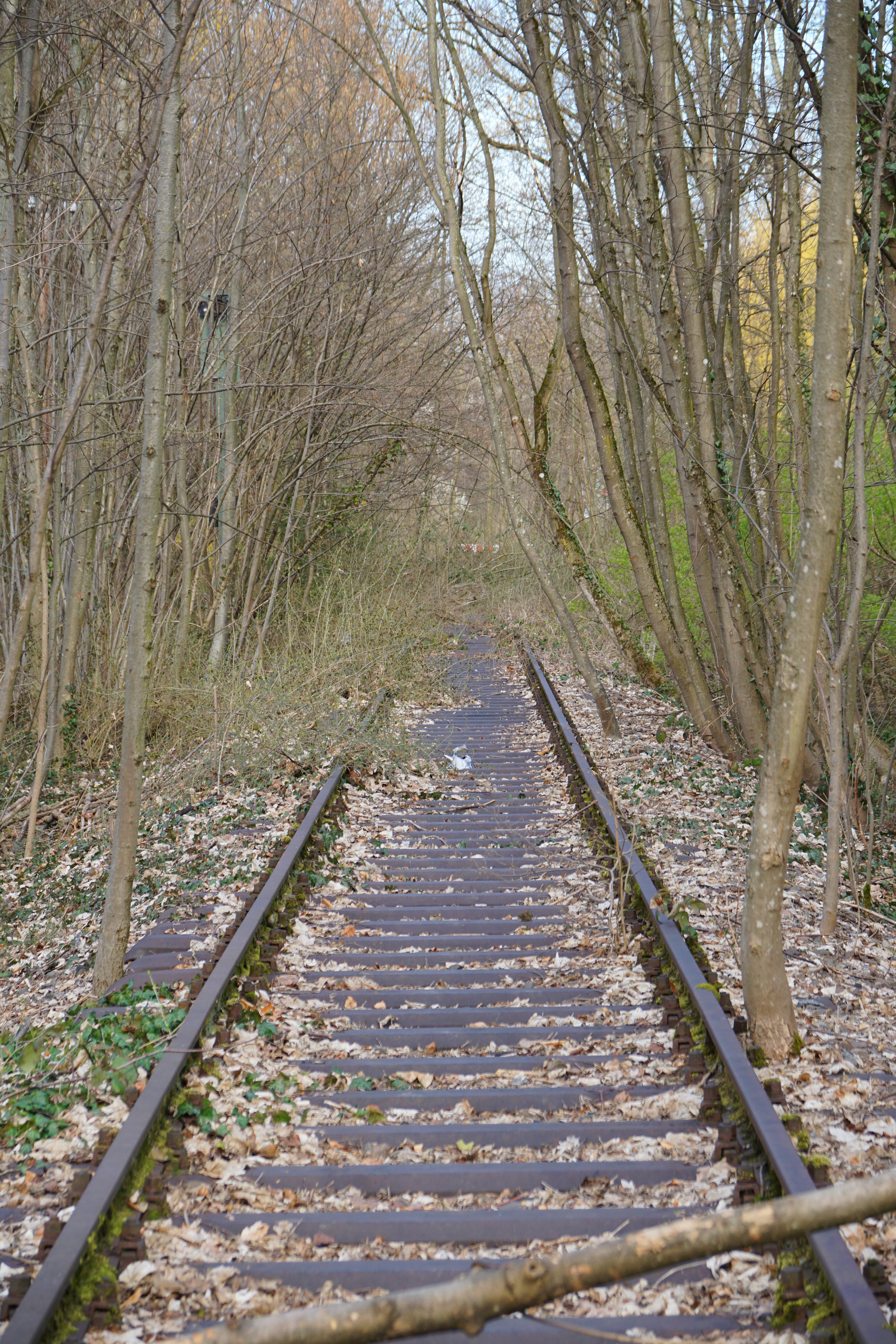
Echazbahn bei der Silberburgstraße Reutlingen. (Frühjahr 2021)

Die zwischen Reutlingen und Engstingen stillgelegte eingleisige Bahnstrecke Reutlingen–Schelklingen verläuft zwischen Reutlingen Hbf und dem Südbahnhof entlang der Silberburg- bzw. Panoramastraße. An manchen Stellen, insbesondere an den ehemaligen Bahnübergängen, wurden seither die Schienen entfernt. Auf diesem Abschnitt soll die Bahnstrecke nicht reaktiviert werden, sondern eine Straßenbahnstrecke durch die Innenstadt gebaut werden. Einer der Gründe ist, dass diese Trasse an die fast unbesiedelte Achalm grenzt und die Innenstadt umgeht und dadurch weniger Fahrgäste im Einzugsbereich hat. Die Stadt Reutlingen favorisiert bei der Innenstadtstrecke die Lederstraße und in der Folge die Straße Am Echazufer als Trasse. Es soll eine Machbarkeitsstudie abgewartet werden, bevor der Gemeinderat eine endgültige Entscheidung trifft.

## Tübinger Innenstadtstrecke
Einer Prognose der Tübinger Stadtverwaltung zufolge ist eine Realisierung der Innenstadtstrecke frühestens Ende der 2020er möglich. Der bisherigen Planung zufolge würde die Strecke von Tübingen Hbf aus über den Neckar, durch die Mühlstraße, Wilhelmstraße und hinauf zu den Kliniken Berg führen, möglicherweise sogar weiter bis zum Stadtteil Waldhäuser Ost.
Im September 2018 informierten Oberbürgermeister Boris Palmer, Baubürgermeister Cord Soehlke und weitere Fachleute in der Hermann-Hepper-Halle die interessierte Öffentlichkeit über den möglichen Streckenverlauf und den Stand der Planungen. Die Veranstaltung war der Auftakt für den Bürgerbeteiligungsprozess. Kritische Stimmen befürchten bei Realisierung der Innenstadtstrecke unter vielem anderen, dass Buslinien ausgedünnt würden, weil auf ihrer Strecke die Regional-Stadtbahn fahren würde.
Erste Umfragen zur Realisierung der Innenstadtstrecke ergaben ein gemischtes Bild: In einer ersten Umfrage von September bis Dezember 2018 waren 45 % der Tübinger gegen die Stadtbahn und 41 % dafür, der Rest unentschlossen. Auswärtige sehen die Innenstadtstrecke deutlich positiver als die Tübinger selbst.
Am 7. Juli 2021 wurde ein von der Stadt Tübingen beauftragtes Gutachten der beiden Büros Ramboll und Inovaplan vorgestellt, das alternativ zur Regional-Stadtbahn-Innenstadtstrecke ein Schnellbus- und ein Seilbahn-Konzept vergleichend bewerten sollte. Die Seilbahn scheidet nach Einschätzung der Stadtverwaltung wegen ungeklärter rechtlicher Fragen eigentlich aus. Die Gutachter sehen noch alle drei Alternativen im Rennen. Für Stadtbahn oder Schnellbus sprechen unterschiedliche Argumente. Die Stadtbahn punktet vor allem mit einer weit größeren Verkehrsentlastung beim Individualverkehr, Gegenargumente sind die hohen Baukosten und die lange Bauzeit. Die Entscheidung müsse nach Auffassung der Gutachter politisch erfolgen, nämlich bei dem Bürgerentscheid am 26. September 2021.
Die innerstädtischen Haltestellen sollen – so wie die bestehenden Regionalbahnstationen – eine Bahnsteighöhe von 55 Zentimetern erhalten.
Der Bürgerentscheid ergab bei einer Wahlbeteiligung von 78,41 % eine große Mehrheit gegen den Bau der Innenstadtstrecke. Der baden-württembergische Verkehrsminister Hermann bedauerte das Ergebnis. Oberbürgermeister Palmer äußerte sich enttäuscht und kündigte an, dem Gemeinderat eine Nachwahlbefragung vorzuschlagen. Die Tübinger Innenstadtstrecke ist somit nach dem Bürgerentscheid für die nähere Zukunft keine umsetzbare Option.

## Fahrzeuge
Für alle Linien, die abschnittsweise auf Straßenbahnstrecken verkehren, ist der Einsatz von Zweisystem-Stadtbahnwagen notwendig. Im Juni 2020 beschloss der Zweckverband, sich an der gemeinsamen Fahrzeugbeschaffung in Kooperation mit mehreren deutschen und österreichischen Verkehrsunternehmen mit dem Projekttitel VDV-Tram-Train eine gemeinsame Fahrzeugbeschaffung im Wege eines gemeinsamen Vergabeverfahrens zu beteiligen. Es werden mehrsystemfähige Fahrzeuge im Sinne des Karlsruher Modells, sogenannt Tram-Trains, beschafft. Für die Regional-Stadtbahn Neckar-Alb fallen 30 Fahrzeuge mit Option auf 57 weitere an. Im Januar 2022 wurde bekanntgegeben, dass die eingesetzten Fahrzeuge vom Typ Citylink des Herstellers Stadler sein werden. Die Auslieferung ist zwischen 2027 und 2030 geplant.
Auf den Linien, die keine Straßenbahnstrecken befahren, ist der Einsatz von regulären Eisenbahnfahrzeugen vorgesehen.

## Betriebshof
Nach einer abgeschlossenen Machbarkeitsstudie zum Betriebshof mit Suchprozess und Prüfung von mehreren Alternativen wurden am 10. Juli 2025 Pläne zum favorisierten Standort auf einem Teil der Fläche des ehemaligen Güter- und Containerbahnhofs (Lage) in Reutlingen vorgestellt. Die Erteilung eines konkreten Planungsauftrags durch die Gremien von Stadt und Zweckverband mit dem Ziel des Baubeginns 2028 und der Inbetriebnahme Ende 2029 wurde für den 15. Juli 2025 angekündigt. Die Pläne sehen die Instandhaltung von bis zu 52 TramTrain-Fahrzeugen und Abstellmöglichkeiten für die ersten 30 Fahrzeuge vor. Anbindungen sind an die Eisenbahnstrecke Richtung Plochingen und an das Straßenbahnnetz der Reutlinger Innenstadt über die Burkhardt-Weber-Straße vorgesehen.

## Ökologische Aspekte
Ende November 2017 wurde das Projekt Regional-Stadtbahn Neckar-Alb (Teilstrecke Innenstadtstrecke und Gomaringer Spange) in den Luftreinhalteplan der Stadt Reutlingen aufgenommen und soll so neben Maßnahmen wie Car-Sharing oder multimodaler Mobilitätspunkte in Zukunft einen wesentlichen Anteil an der Reduktion der Luftschadstoffbelastung in Reutlingen beitragen.